# Georg Koßmala
Georg Koßmala (ur. 22 października 1896 w Mysłowicach, zm. 18 marca 1945 w rejonie Nowego Browińca lub w Głogowie) – niemiecki generał, uczestnik I i II wojny światowej, w tym agresji na Polskę i ataku na Związek Radziecki.  

## Życiorys
Karierę wojskową rozpoczął jako ochotnik w armii niemieckiej. Uczestnicząc w działaniach bojowych I wojny światowej, w 1917 roku został oficerem. Po zakończeniu wojny służył w policji. Służbę w Wehrmachcie rozpoczął w 1935 roku. W czasie agresji na Polskę, dowodził batalionem w 38 Pułku Piechoty. Po ataku na Związek Radziecki powierzono mu dowództwo 6 Pułku Piechoty z którym uczestniczył w bitwach pod Demiańskiem i Leningradem. Od sierpnia 1944 roku dowodził 32 Dywizją Piechoty, następnie dowodził 272 Dywizją Grenadierów Ludowych i 344 Dywizją Piechoty. Dowodzony przez niego oddział został okrążony w rejonie Prudnika. 

### Okoliczności śmierci
Kossmala był hospitalizowany w lazarecie przy ul. Konopnickiej w Głogówku. 5 marca 1945 roku został umieszczony na liście zaginionych. 18 marca 1945, w trakcie ucieczki z rosyjskiego kotła, w drodze z Nowego Browińca do Wierzchu, został zastrzelony przez radzieckiego snajpera. Natomiast, inne źródła podają, że zginął 18 marca w Głogowie. Mieszkańcy Nowego Browińca, w obawie przed reakcją Rosjan na fakt znajdowania się w ich wsi oficera, postanowili pochować Koßmalę na miejscowym cmentarzu w dole, który był przygotowany na mający się odbyć tego samego dnia pogrzeb. 30 września 2015 podczas prac ekshumacyjnych na cmentarzu w Nowym Browińcu, w mogile, w której miał być pochowany Koßmala, znaleziono jedynie jego czapkę. Wskazuje to na to, że jego ciało zostało zaraz po pochówku przeniesione w inne miejsce we wsi.

## Odznaczenia
- Krzyż Żelazny I Klasy (1914)
- Krzyż Żelazny II Klasy (1914)
- Krzyż Rycerski Krzyża Żelaznego (13 marca 1942)
- Krzyż Rycerski Krzyża Żelaznego z liśćmi dębu (26 marca 1944)
- Krzyż Honorowy dla Walczących na Froncie
- Odznaka za 25-letnią Służbę w Heer
- Krzyż Żelazny I Klasy, ponowne nadanie w 1939
- Krzyż Żelazny II Klasy, ponowne nadanie w 1939
- Srebrna Odznaka za Rany[5]